# Sac gulaire

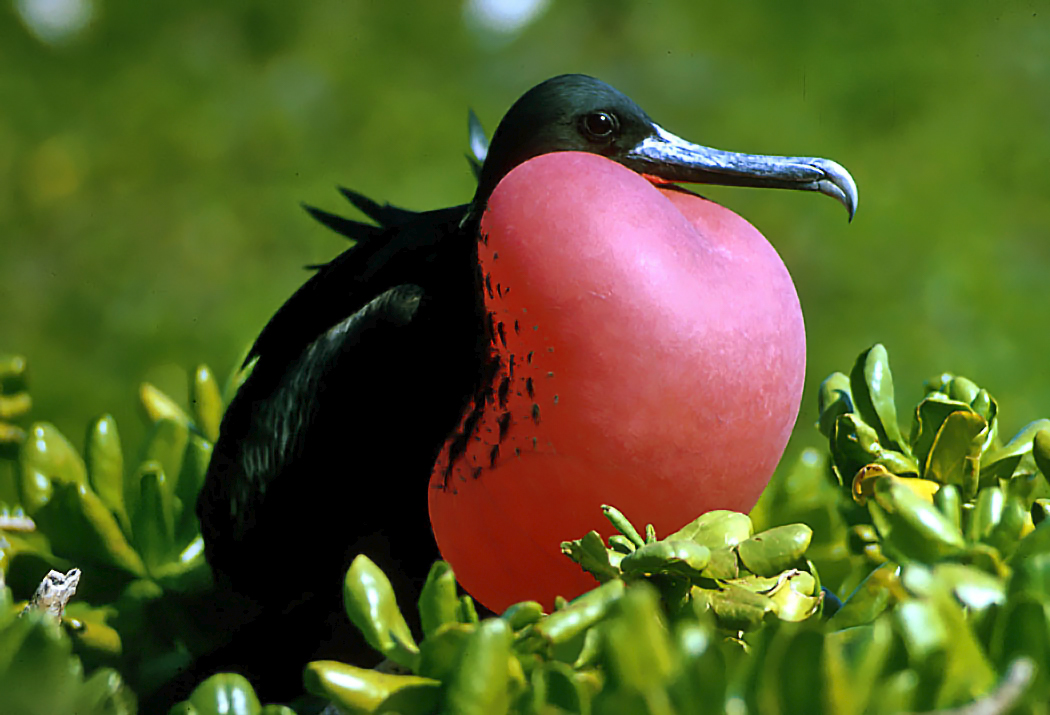
Sac gulaire d'une Frégate superbe.

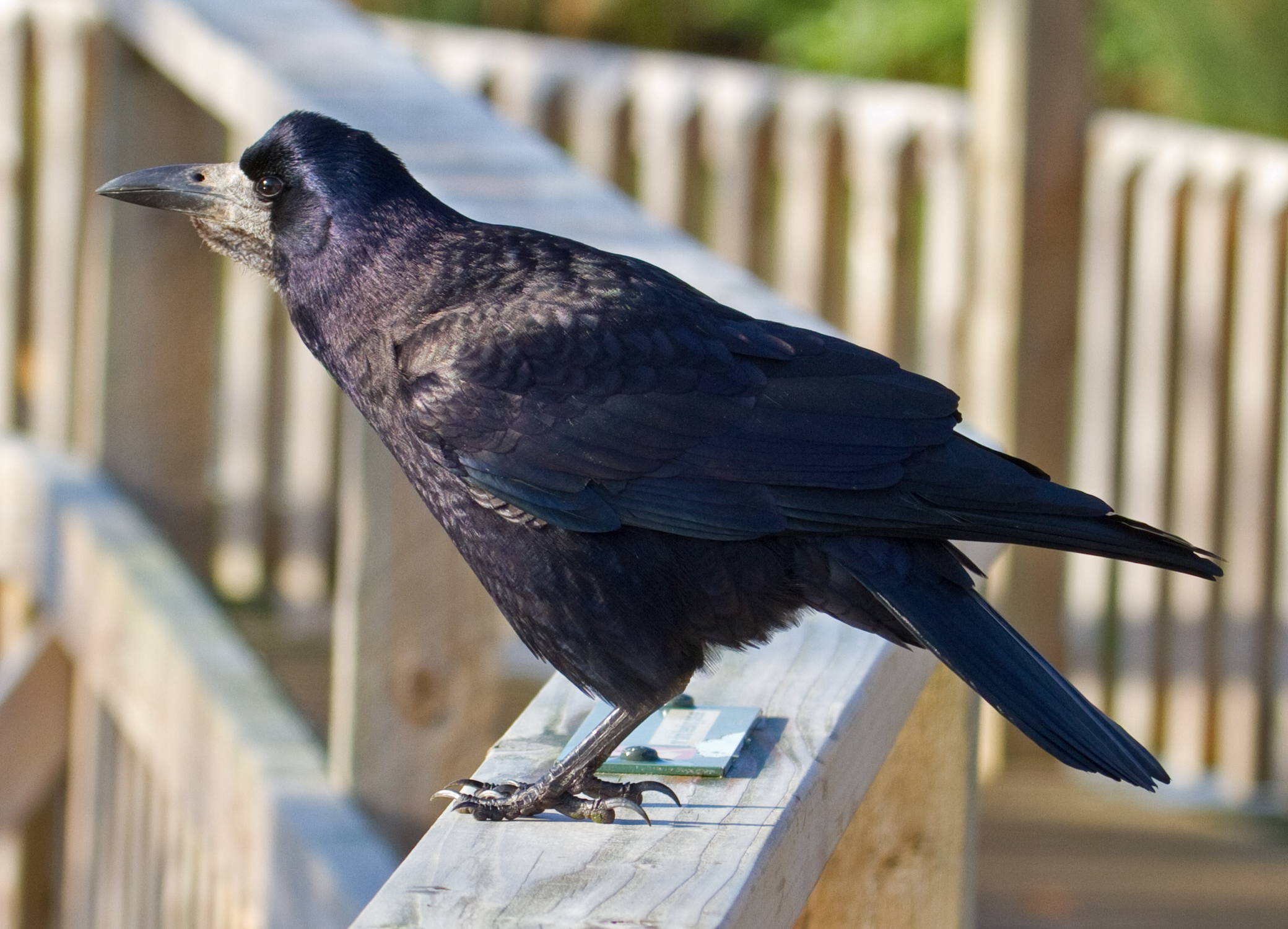
Le freux adulte est équipé à la base du bec d'une poche jugulaire qu'il emplit de graines ou d'insectes régurgités dans le gosier de sa progéniture ou de sa femelle.

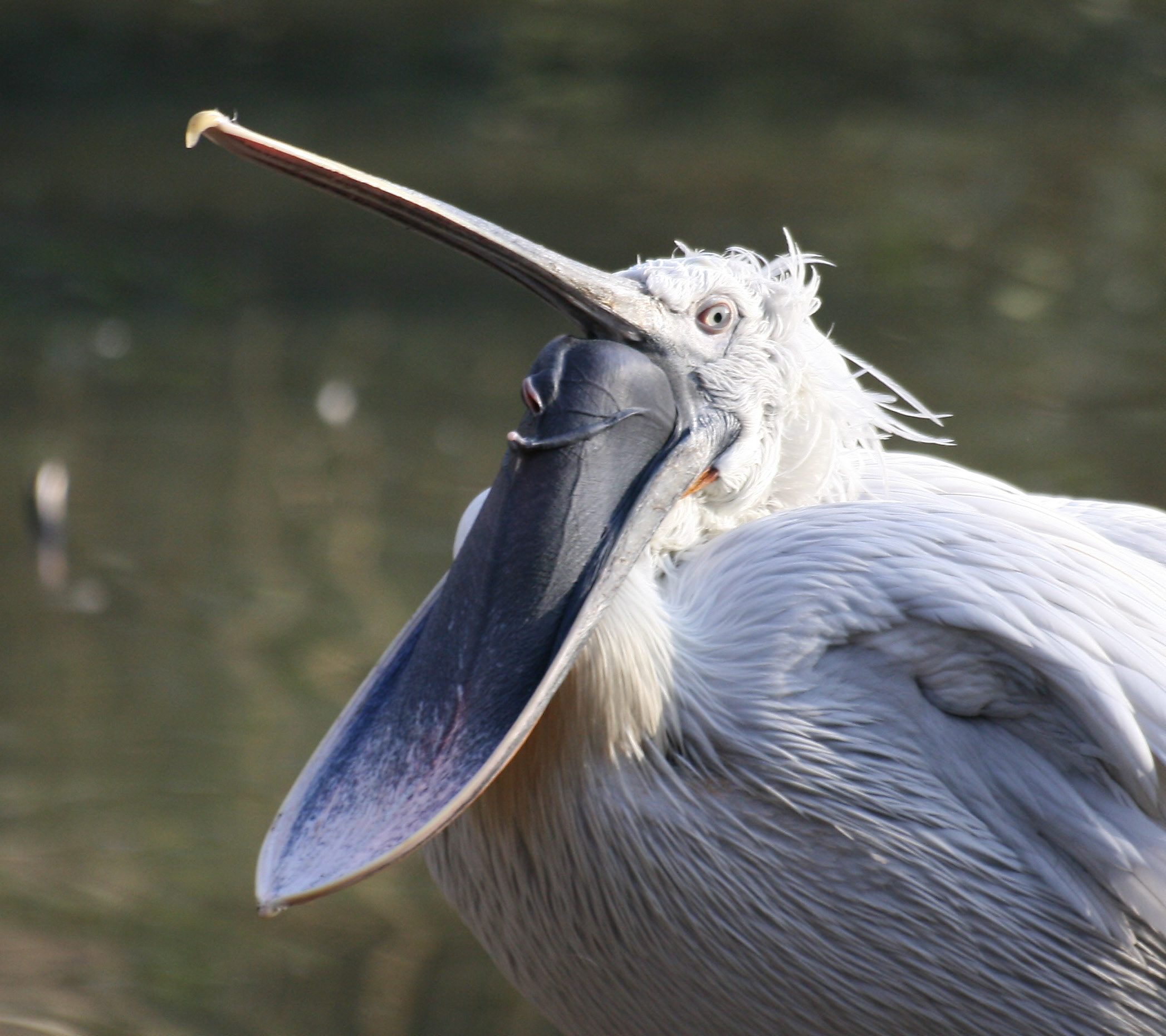
Intérieur de la poche gulaire d'un pélican.

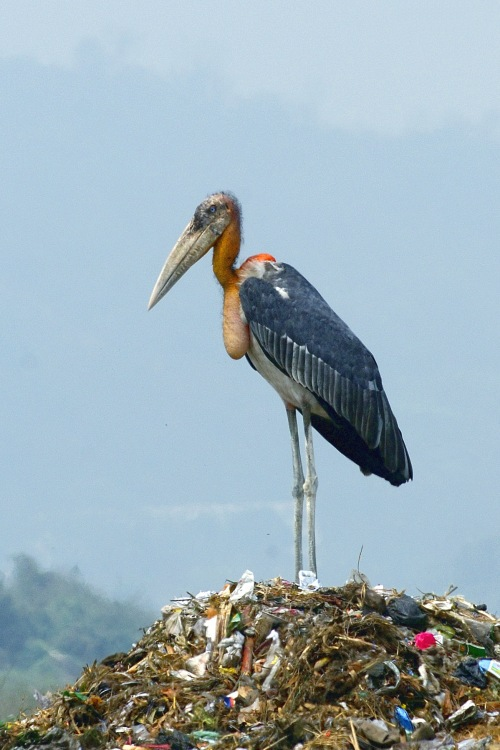
Marabout argala avec une poche gulaire bien visible sous le cou.

Le sac gulaire, appelé aussi poche gulaire (du latin gula, gosier), est une poche membraneuse dilatable qui se rattache aux bords du cou et de la mandibule inférieure du bec de certains oiseaux. Cet organe est bien visible sur la gorge de certaines espèces comme les pélicans, les marabouts et les frégates. Leur utilisation dépend de l'espèce.

## Rôles
Chez les marabouts et les frégates, c'est un caractère sexuel secondaire des mâles, qui les font gonfler durant la période nuptiale. 
Beaucoup d'espèces disposent de ce genre de sac sans qu'il soit aussi voyant, comme chez les hiboux, les faisans, les pigeons, chez des corvidés (Freux, Geais) et chez des Fringillidés (Pyrrhula, Rhodopechys, Leucosticte). Cette poche bien moins développée permet aux adultes de stocker la nourriture pour ne pas faire des va-et-vient inutiles entre zones de nourrissage et colonies dans lesquelles ils nourrissent les oisillons ou la femelle qui couve (régurgitation du bol alimentaire par le jabot). Les couples de certaines de ces espèces sont territoriaux autour du nid, mais ils vont loin du territoire de nidification pour rechercher leur nourriture, afin de l'abriter de leurs prédateurs potentiels, ce qui les oblige à des déplacements sur de longues distances et à accumuler la nourriture pré-digérée dans la gorge extensible.
Ce sac remplit un rôle de stock de nourriture chez les cormorans mais vraisemblablement aussi une fonction dans la signalisation sociale puisque les couleurs deviennent plus prononcées en vieillissant. 
Les poches utilisées pour amplifier les sons sont appelées sacs vocaux.
Chez de nombreuses espèces, le halètement et la vibration du sac gulaire interviennent dans la thermorégulation (le battement gulaire assure un refroidissement par évaporation et convection).
Le sac gulaire remplit de nombreuses fonctions chez les pélicans : épuisette à poissons, organe de thermorégulation, sac à matériaux de construction pour le nid, récupérateur d'eau de pluie chez le pélican australien, exhibition pendant la parade nuptiale. « Contrairement à une légende tenace, les pélicans ne se servent pas de leur poche pour transporter les poissons jusqu'au nid et nourrir les petits ; cela serait pratiquement impossible tant l'oiseau serait déséquilibré ».
|                                                                                                |
| Pélican blanc avec une poche distendue sous le bec, pleine des poissons qu'il vient de pêcher. |

|                                                   |
| Le même en train d'avaler le contenu de la poche. |

|                                                         |
| Le même, la poche vidée, s'apprête à pêcher de nouveau. |

## Structures analogues
Plusieurs taxons de vertébrés possèdent des structures analogues : abajoue chez certains mammifères, fanon gulaire chez certains lézards, sac vocal des batraciens
Les mâles de Hypsignathus monstrosus, une chauve-souris, disposent d'un sac pharyngal, qui leur permet certaines vocalisations.
Certains singes du Nouveau Monde, ainsi que le siamang possèdent un sac similaire.